# Atletica leggera ai Giochi della XXI Olimpiade - 1500 metri piani maschili

Video della Finale (Film ufficiale dei Giochi)

Video della Finale

I 1500 metri piani hanno fatto parte del programma maschile di atletica leggera ai Giochi della XXI Olimpiade. La competizione si è svolta nei giorni 29-31 luglio 1976 allo Stadio Olimpico (Montréal).

## Presenze ed assenze dei campioni in carica
| Competizione      | Atleta          | Prestazione | Montréal 1976    |
| ----------------- | --------------- | ----------- | ---------------- |
| Monaco 1972       | Pekka Vasala    | 3'36”33     | Rit. 1974        |
| Commonwealth 1974 | Filibert Bayi   | 3'32”16     | Tanzania assente |
| Europei 1974      | K.P. Justus     | 3'40”6      | Rit. 1974        |
| Asiatici 1974     | Muhammad Younis | 3'49”30     | Assente          |
| Panamericani 1975 | Tony Waldrop    | 3'45”09     | Non qualificato  |

1. ↑  Per il boicottaggio.

Il vincitore dei Trials USA è Rick Wohlhuter (3'36”47).

## Risultati

### Turni eliminatori
| 5 Batterie   | 29 luglio | 45 partenti   | Si qualificano i primi 3 + i 3 migliori tempi. |
| 2 Semifinali | 30 luglio | 9 + 9         | Si qualificano i primi 4 + il miglior tempo.   |
| Finale       | 31 luglio | 9 concorrenti |                                                |

### Finale
È una gara a due facce: a ritmo lento e tattica nella prima parte, combattutissima nella seconda. Walker scatta ai 300 metri sorprendendo il gruppo. Il primo che prende l'iniziativa è Ivo van Damme, che riduce il distacco. All'inizio del rettilineo finale Walker precede van Damme e  l'irlandese Coghlan. Il tedesco ovest Wellmann supera l'irlandese all'interno e va all'attacco di van Damme. Walker vince davanti a van Damme e a Wellmann, questi ultimi separati da soli 6 centesimi. Van Damme ha corso gli ultimi 800 in 1'50"8. Giunge sesto il vincitore dei Trials, Rick Wohlhuter, in 3'40"64.
| Pos | Paese          | Atleta              | Tempo       |
| --- | -------------- | ------------------- | ----------- |
|     | Nuova Zelanda  | John Walker         | 3'39”17 min |
|     | Belgio         | Ivo Van Damme       | 3'39”27 min |
|     | Germania Ovest | Paul-Heinz Wellmann | 3'39”33 min |

Il 29 dicembre 1976 Ivo Van Damme perì in un incidente  d'auto nei pressi di Marsiglia; si sarebbe dovuto sposare nel 1977. Da quell'anno il meeting   
internazionale di atletica di Bruxelles è stato intitolato a suo nome: Memorial Van Damme.